# 외르크 쿠키스
외르크 쿠키스(독일어: Jörg Kukies, 1968년 2월 21일 ~ )는 독일의 경제학자이자 정치인이다. 독일 사회민주당 소속으로 2024년 11월 7일부터 제21대 재무연방장관으로 재임 중이다.
2018년부터 2021년까지 연방재무부 차관을 역임했으며, 2021년부터 2024년까지는 연방총리청 차관으로 있었다.
2024년 독일 정부 위기 이후 해임된 크리스티안 린트너의 후임자로 임명되었다.